# Tourtoirac
Tourtoirac est une commune française située dans le département de la Dordogne en région Nouvelle-Aquitaine.

## Géographie
La commune est arrosée par l'Auvézère, affluent de l'Isle en rive gauche. Elle se situe dans la partie nord-est du département de la Dordogne, dans le secteur dit du « Périgord vert » (mais administrativement rattachée au Périgord Noir). Situé à 35 kilomètres de Périgueux, 8 kilomètres d'Hautefort et 13 kilomètres d'Excideuil, le village se trouve au croisement de trois routes départementales, la RD5 (qui relie Salagnac, en limite de la Corrèze, à Périgueux), la RD67 (depuis Montignac-Lascaux jusqu'au nord du département, à Saint-Pierre-de-Frugie, en limite de la Haute-Vienne), et la RD73 (qui mène de Tourtoirac jusqu'au-delà de Négrondes).
Le bourg a été édifié dans la vallée, en bordure de l'Auvézère, à proximité de la fontaine de la Clautre (« du cloître »). En proche périphérie, sur les collines et falaises, se concentrent quelques hameaux : les Rochers, Saint-Hilaire, les Ourteix et les Taloches. Exceptionnellement, lors de fortes précipitations ou de violents orages, le bourg est inondé dans sa partie basse. Les crues de la rivière coupent alors la circulation sur la D5 ou la rendent difficile.

### Environnement
Le climat est de style océanique dégradé à tendance semi-continentale étant donné l'influence du causse situé au nord. Les hivers sont froids, parfois doux, et les étés chauds avec des précipitations relativement importantes tout au long de l'année. Les saisons intermédiaires (automne et printemps) sont souvent propices aux orages parfois violents et averses de grêle.
Les tempêtes sont très rares, la dernière remonte à décembre 1999 et a causé de nombreux dégâts sur les toitures, les bois et forêts et de nombreuses noyeraies. Les coupures d'électricité ont contraint de nombreux habitants à passer les fêtes du millénaire dans l'obscurité, malgré les gros efforts d'EDF pour rétablir l'électricité, étant donné l'accessibilité difficile du réseau.
Les étés caniculaires sont également exceptionnels. Comme pour une majeure partie de la France, le dernier date de 2003 où les températures, au plus fort de l'après-midi, ont localement dépassé les 40 degrés Celsius.
La végétation se compose de nombreux bois et forêts de feuillus, plus rarement de conifères, le sous-sol calcaire et rocailleux typique des causses ne s'y prêtant pas.
Depuis plusieurs années on remarque aussi, dans les jardins privatifs, une végétation luxuriante parfaitement acclimatée comme le Palmier de Chine (connu pour résister jusqu'à -18 degrés Celsius), le Bananier ou encore l'Albizia, également connu sous le nom d'« arbre à soie » ou « acacia de Constantinople ».
On trouve également de nombreuses prairies et pâturages où l'élevage des bovins est très répandu. Les champs sont aussi fournis de nombreuses noyeraies dont le fruit, la célèbre noix du Périgord, se récolte en octobre. Certains secteurs sont aussi très fournis en châtaigneraies même si la récolte de châtaignes semble moins importante que pour la noix.
Le secteur de Tourtoirac compte aussi de nombreuses petites vignes de producteurs locaux. Les arbres fruitiers les plus répandus sont : les pommiers, pruniers, figuiers et noisetiers. Plus méconnu, le secteur se prête aussi parfaitement à la culture du kiwi ou de la grenade. À l'état sauvage, dans certains bois, s'épanouissent des mûriers et quelques sureaux. Enfin, les sous-bois sont propices à la croissance des fraises des bois, des champignons, particulièrement le cèpe ainsi que des chênes truffiers.

### Communes limitrophes
Tourtoirac est limitrophe de neuf autres communes.
| Saint-Pantaly-d'Excideuil | Saint-Martial-d'Albarède Saint-Raphaël | Cherveix-Cubas |
| Coulaures                 | Tourtoirac                             | Hautefort      |
| Sainte-Eulalie-d'Ans      | Chourgnac                              | Sainte-Orse    |

### Géologie et relief

#### Géologie
Situé sur la plaque nord du Bassin aquitain et bordé à son extrémité nord-est par une frange du Massif central, le département de la Dordogne présente une grande diversité géologique. Les terrains sont disposés en profondeur en strates régulières, témoins d'une sédimentation sur cette ancienne plate-forme marine. Le département peut ainsi être découpé sur le plan géologique en quatre gradins différenciés selon leur âge géologique. Tourtoirac est située dans le deuxième gradin à partir du nord-est, un plateau formé de roches calcaires très dures du Jurassique que la mer a déposées par sédimentation chimique carbonatée, en bancs épais et massifs.
Elle est dans le causse de Cubjac, qui, avec le causse de Savignac et le causse de Thenon, forme un ensemble de collines karstifiées dans les calcaires liasiques et jurassiques à l'est de Périgueux jusqu'à Excideuil et Thenon, d'environ 30 km N-S et 15 km O-E, coupé par les vallées de l'Isle, de l'Auvézère et de la Loue.
Les couches affleurantes sur le territoire communal sont constituées de formations superficielles du Quaternaire et de roches sédimentaires datant pour certaines du Cénozoïque, et pour d'autres du Mésozoïque. La formation la plus ancienne, notée l1-2b, date de l'Hettangien supérieur au Sinémurien, composée de calcaires dolomitiques à la base puis calcaires graveleux bioclastiques et oolithiques. La formation la plus récente, notée CFp, fait partie des formations superficielles de type colluvions indifférenciées de versant, de vallon et plateaux issues d'alluvions, molasses, altérites. Le descriptif de ces couches est détaillé dans  les feuilles « no 759 - Périgueux (est) » et « no 760 - Juillac » de la carte géologique au 1/50 000 de la France métropolitaine, et leurs notices associées,.

Carte géologique de Tourtoirac.

#### Relief et paysages
Le département de la Dordogne se présente comme un vaste plateau incliné du nord-est (491 m, à la forêt de Vieillecour dans le Nontronnais, à Saint-Pierre-de-Frugie) au sud-ouest (2 m à Lamothe-Montravel). L'altitude du territoire communal varie quant à elle entre 125 mètres et 286 mètres,.
Dans le cadre de la Convention européenne du paysage entrée en vigueur en France le 1er juillet 2006, renforcée par la loi du 8 août 2016 pour la reconquête de la biodiversité, de la nature et des paysages, un atlas des paysages de la Dordogne a été élaboré sous maîtrise d’ouvrage de l’État et publié en octobre 2020. Les paysages du département s'organisent en huit unités paysagères,. La commune fait partie du Périgord central, un paysage vallonné, aux horizons limités par de nombreux bois, plus ou moins denses, parsemés de prairies et de petits champs.
La superficie cadastrale de la commune publiée par l'Insee, qui sert de référence dans toutes les statistiques, est de 25,43 km2,,. La superficie géographique, issue de la BD Topo, composante du Référentiel à grande échelle produit par l'IGN, est quant à elle de 26,28 km2.

### Hydrographie

#### Réseau hydrographique
La commune est située dans le bassin de la Dordogne au sein du Bassin Adour-Garonne. Elle est drainée par l'Auvézère, et par divers petits cours d'eau, qui constituent un réseau hydrographique de 17 km de longueur totale,.
L'Auvézère, d'une longueur totale de 112,19 km, prend sa source en Corrèze dans la commune de Benayes et se jette dans l'Isle en rive droite, en limite de Bassillac et Auberoche et Escoire, face à Antonne-et-Trigonant,. Elle traverse la commune du nord-est au sud-ouest sur sept kilomètres, dont deux kilomètres et demi servent de limite naturelle en deux tronçons, face à Cherveix-Cubas et Sainte-Eulalie-d'Ans.

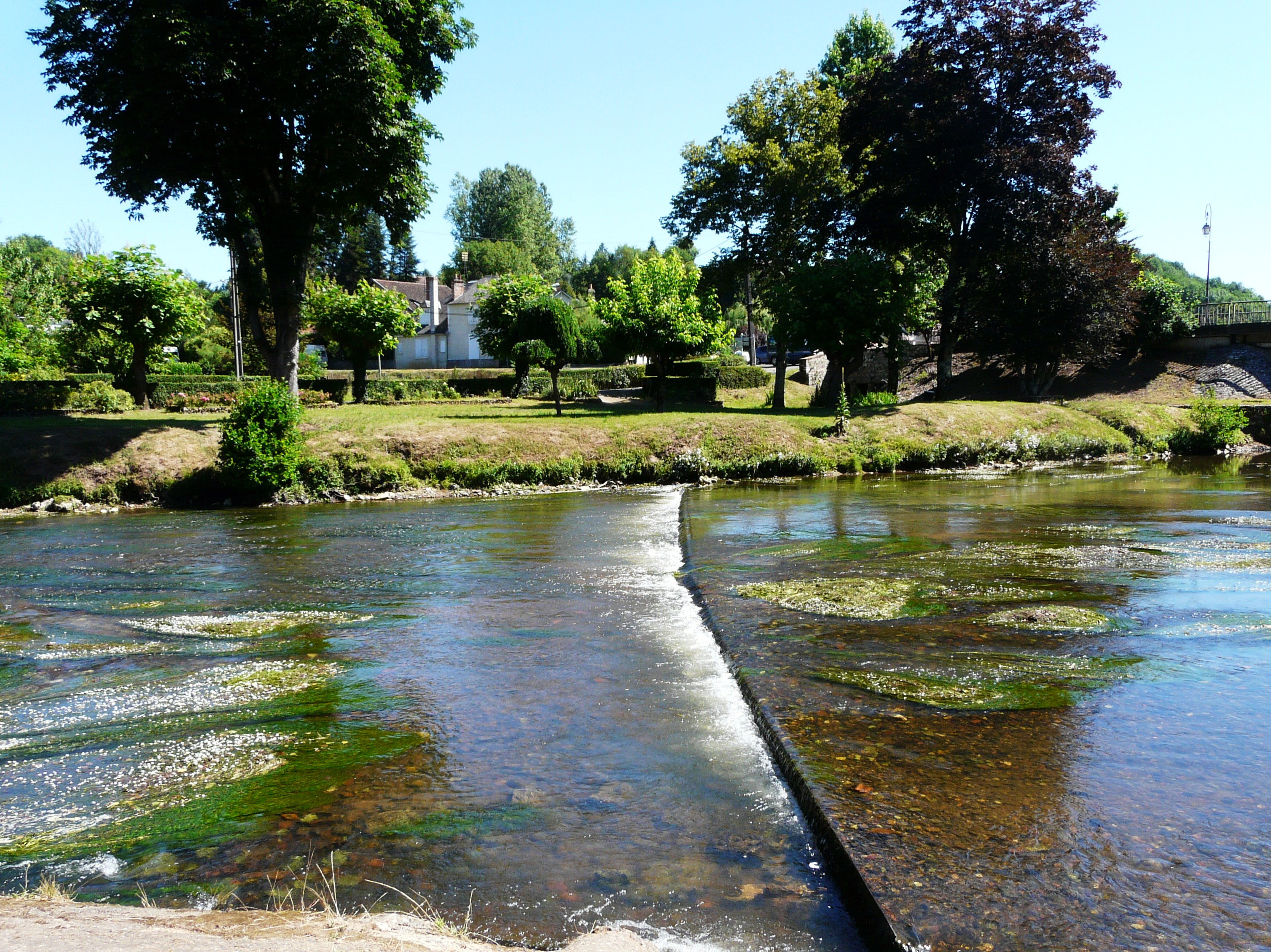
L'Auvézère à Tourtoirac.
Réseaux hydrographique et routier de Tourtoirac.

#### Gestion et qualité des eaux
Le territoire communal est couvert par le schéma d'aménagement et de gestion des eaux (SAGE) « Isle - Dronne ». Ce document de planification, dont le territoire regroupe les bassins versants de l'Isle et de la Dronne, d'une superficie de 7 500 km2, a été approuvé le 2 août 2021. La structure porteuse de l'élaboration et de la mise en œuvre est l'établissement public territorial de bassin de la Dordogne (EPIDOR). Il définit sur son territoire les objectifs généraux d’utilisation, de mise en valeur et de protection quantitative et qualitative des ressources en eau superficielle et souterraine, en respect des objectifs de qualité définis dans le troisième SDAGE  du Bassin Adour-Garonne qui couvre la période 2022-2027, approuvé le 10 mars 2022.
La qualité des eaux de baignade et des cours d’eau peut être consultée sur un site dédié géré par les agences de l’eau et l’Agence française pour la biodiversité.

### Climat
Pour des articles plus généraux, voir Climat de la Nouvelle-Aquitaine et Climat de la Dordogne.
Historiquement, la commune est exposée à un climat océanique aquitain.  
En 2020, Météo-France publie une typologie des climats de la France métropolitaine dans laquelle la commune est exposée à un climat océanique altéré et est dans la région climatique  Ouest et nord-ouest du Massif Central, caractérisée par une pluviométrie annuelle de 900 à 1 500 mm, maximale en automne et en hiver.
Pour la période 1971-2000, la température annuelle moyenne est de 12 °C, avec  une amplitude thermique annuelle de 15,5 °C. Le cumul annuel moyen de précipitations est de 986 mm, avec 12,3 jours de précipitations en janvier et 7,5 jours en juillet. Pour la période 1991-2020, la température moyenne annuelle observée sur la station météorologique la plus proche, située sur la commune de Thenon à 15 km à vol d'oiseau, est de 12,9 °C et le cumul annuel moyen de précipitations est de 907,1 mm,. Pour l'avenir, les paramètres climatiques de la commune estimés pour 2050 selon différents scénarios d’émission de gaz à effet de serre sont consultables sur un site dédié publié par Météo-France en novembre 2022.

### Milieux naturels et biodiversité

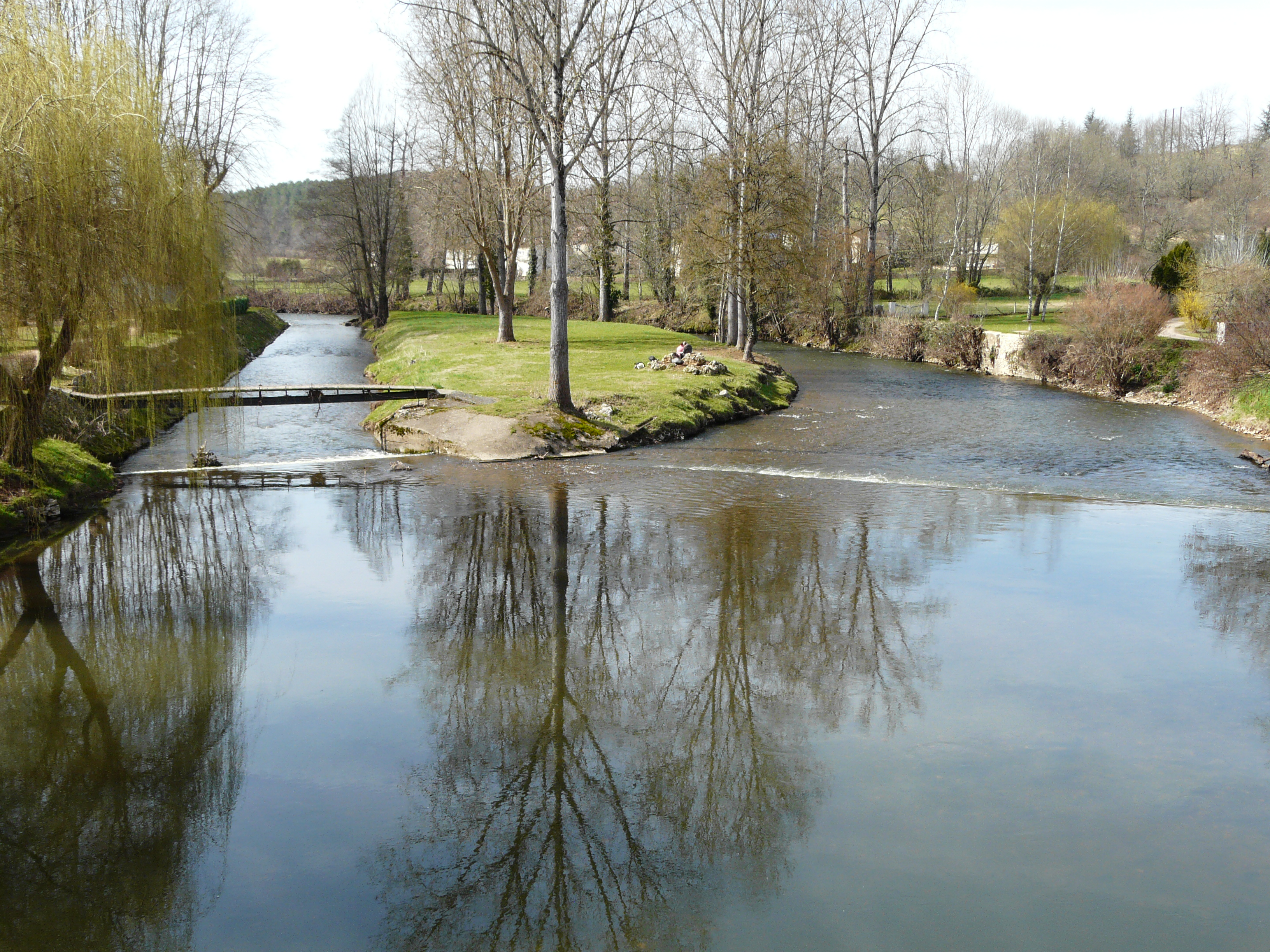
L'Auvézère à Tourtoirac.

#### Espaces protégés
La protection réglementaire est le mode d’intervention le plus fort pour préserver des espaces naturels remarquables et leur biodiversité associée,.
La commune fait partie du bassin de la Dordogne, un territoire d'une superficie de 24 000 km2 reconnu réserve de biosphère par l'UNESCO en juillet 2012 et se situe dans sa « zone de transition ».

#### Réseau Natura 2000
Le réseau Natura 2000 est un réseau écologique européen de sites naturels d'intérêt écologique élaboré à partir des directives habitats et oiseaux, constitué de zones spéciales de conservation (ZSC) et de zones de protection spéciale (ZPS).
Aucun site Natura 2000 n'a été défini sur la commune.

#### Zones naturelles d'intérêt écologique, faunistique et floristique
L'inventaire des zones naturelles d'intérêt écologique, faunistique et floristique (ZNIEFF) a pour objectif de réaliser une couverture des zones les plus intéressantes sur le plan écologique, essentiellement dans la perspective d’améliorer la connaissance du patrimoine naturel national et de fournir aux différents décideurs un outil d’aide à la prise en compte de l’environnement dans l’aménagement du territoire.
En 2022, une ZNIEFF est recensée sur la commune d’après l'INPN.
Cette ZNIEFF de type 2 est une zone calcaire boisée, le « causse de Cubjac », qui concerne les coteaux en rive droite de l'Auvézère et ceux en rive gauche de l'Isle et de son affluent, la Loue, sur treize communes, depuis Escoire au sud-ouest jusqu'à Saint-Raphaël au nord-est, et notamment en rive droite de l'Auvézère, une grande partie des coteaux au nord et au nord-ouest de la commune s'étendant sur environ 10 km2. L'intérêt majeur de cette ZNIEFF réside dans la présence d'une espèce déterminante de plantes, la Spirée à feuilles de millepertuis (Spiraea hypericifolia subsp. obovata), et une autre espèce de plantes protégée au titre de la Directive habitats de l'Union européenne, le Poirier à feuilles en cœur (Pyrus cordata).

## Urbanisme

### Typologie
Au 1er janvier 2024, Tourtoirac est catégorisée commune rurale à habitat très dispersé, selon la nouvelle grille communale de densité à 7 niveaux définie par l'Insee en 2022.
Elle est située hors unité urbaine et hors attraction des villes,.

### Occupation des sols
L'occupation des sols de la commune, telle qu'elle ressort de la base de données européenne d’occupation biophysique des sols Corine Land Cover (CLC), est marquée par l'importance des forêts et milieux semi-naturels (53,6 % en 2018), une proportion sensiblement équivalente à celle de 1990 (53,8 %). La répartition détaillée en 2018 est la suivante : 
forêts (53,6 %), prairies (22,9 %), zones agricoles hétérogènes (22,2 %), zones urbanisées (1,2 %). L'évolution de l’occupation des sols de la commune et de ses infrastructures peut être observée sur les différentes représentations cartographiques du territoire : la carte de Cassini (XVIIIe siècle), la carte d'état-major (1820-1866) et les cartes ou photos aériennes de l'IGN pour la période actuelle (1950 à aujourd'hui).

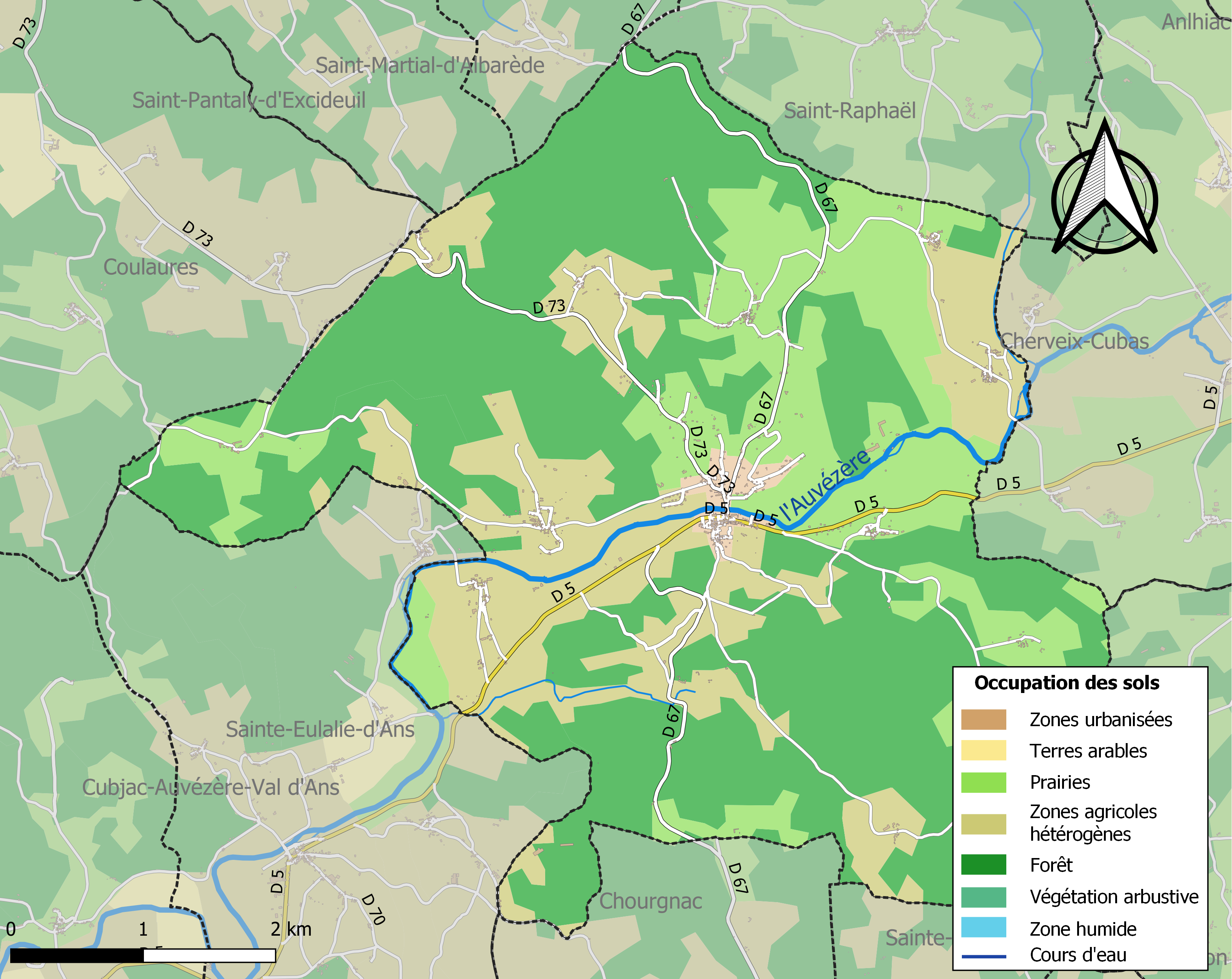
Carte des infrastructures et de l'occupation des sols de la commune en 2018 (CLC).

### Villages, hameaux et lieux-dits
Outre le bourg de Touroirac proprement dit, le territoire se compose d'autres villages ou hameaux, ainsi que de lieux-dits :
- Bas Portail
- Beau Site
- Beaulieu
- Brignac
- les Broussilles
- Chadel
- Chambon
- le Champ
- Chantemiaule
- les Charleix
- Clos Faure
- les Combes
- les Cordonnières
- Croix du Chambon
- Croix de Trie
- la Crouzille
- la Farerie
- la Farge
- les Farges
- la Forêt
- la Garenne
- les Genêts
- Goursat
- le Grand Coderc
- les Grands Clous
- les Grégeas
- Grotte de Tourtoirac
- le Lac de la Puce
- Lamas
- las Latas
- Laudonie
- le Meynichou
- le Moulin de la Crouzille
- les Ourteix
- la Palue
- le Peyrat
- le Portail
- Pragelier
- Puy Labrame
- les Rochers
- la Rougerie
- Rozier
- Saint-Hilaire
- Saint-Michel
- Saint-Thibaud
- Sous le Claud
- les Taloches
- le Trou de la Chèvre
- la Tuilière
- les Vignauds.

### Prévention des risques
Le territoire de la commune de Tourtoirac est vulnérable à différents aléas naturels : météorologiques (tempête, orage, neige, grand froid, canicule ou sécheresse), inondations, feux de forêts, mouvements de terrains et séisme (sismicité très faible). Un site publié par le BRGM permet d'évaluer simplement et rapidement les risques d'un bien localisé soit par son adresse soit par le numéro de sa parcelle.
Certaines parties du territoire communal sont susceptibles d’être affectées par le risque d’inondation par débordement de cours d'eau, notamment l'Auvézère. La commune a été reconnue en état de catastrophe naturelle au titre des dommages causés par les inondations et coulées de boue survenues en 1982, 1993, 1998, 1999 et 2008,.
Tourtoirac est exposée au risque de feu de forêt. L’arrêté préfectoral du 14 mars 2013 fixe les conditions de pratique des incinérations et de brûlage dans un objectif de réduire le risque de départs d’incendie. À ce titre, des périodes sont déterminées : interdiction totale du 15 février au 15 mai et du 15 juin au 15 octobre, utilisation réglementée du 16 mai au 14 juin et du 16 octobre au 14 février. En septembre 2020, un plan inter-départemental de protection des forêts contre les incendies (PidPFCI) a été adopté pour la période 2019-2029,.

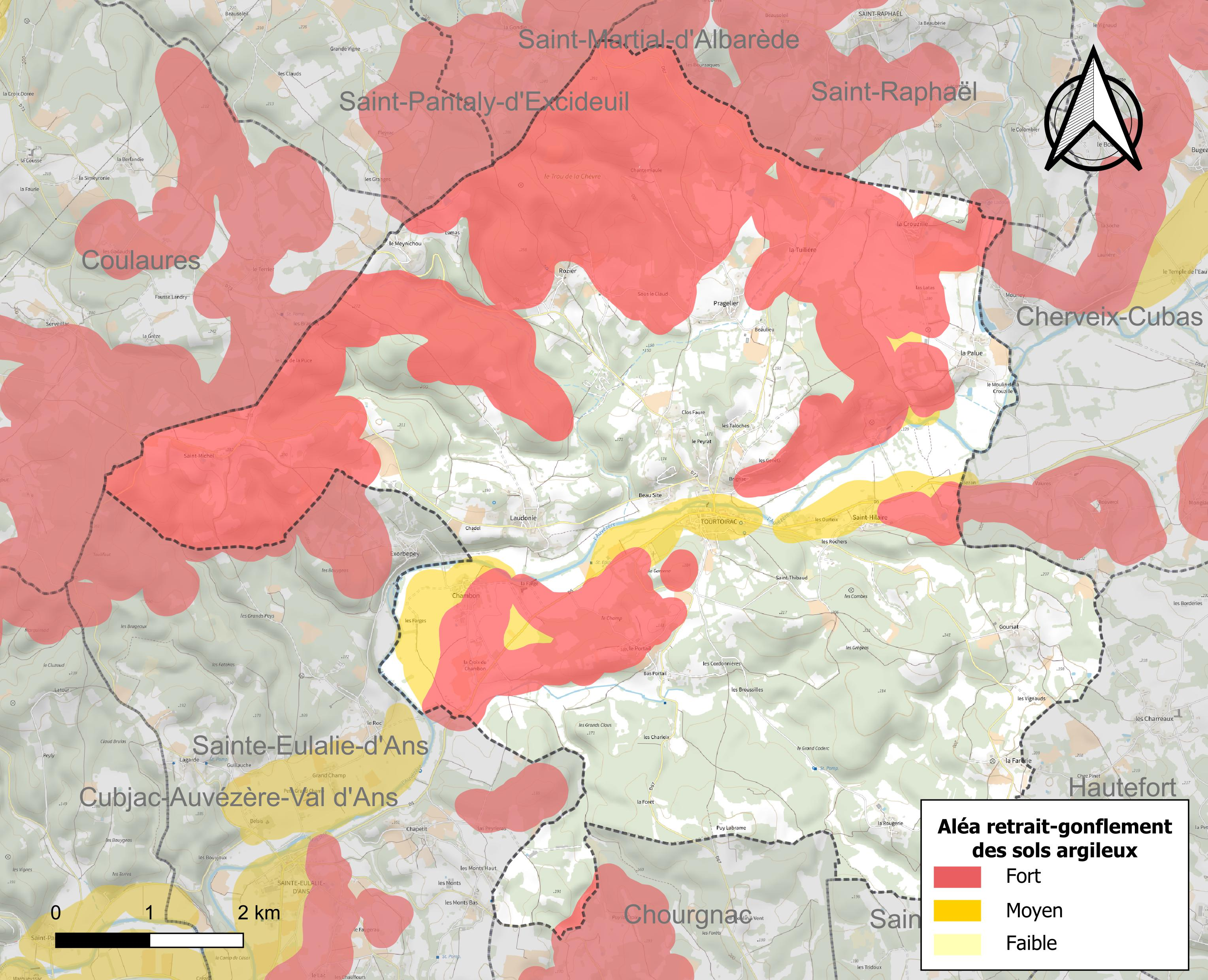
Carte des zones d'aléa retrait-gonflement des sols argileux de Tourtoirac.

Les mouvements de terrains susceptibles de se produire sur la commune sont des tassements différentiels. Le retrait-gonflement des sols argileux est susceptible d'engendrer des dommages importants aux bâtiments en cas d’alternance de périodes de sécheresse et de pluie. 43,9 % de la superficie communale est en aléa moyen ou fort (58,6 % au niveau départemental et 48,5 % au niveau national métropolitain). Depuis le 1er octobre 2020, en application de la loi ÉLAN, différentes contraintes s'imposent aux vendeurs, maîtres d'ouvrages ou constructeurs de biens situés dans une zone classée en aléa moyen ou fort,.
La commune a été reconnue en état de catastrophe naturelle au titre des dommages causés par la sécheresse en 1993 et 1997 et par des mouvements de terrain en 1999.

## Toponymie
En occitan, la commune porte le nom de Tortoirac.

## Histoire

### Préhistoire

#### Mésozoïque
La grotte de Tourtoirac se trouve dans une vallée sèche affluente en rive gauche à la rivière Auvézère qui coule dans le Nord-Est du département. La grotte s'est formée dans un terrain karstique composé de calcaire jurassique du Mésozoïque. À la suite du mouvement alpin à l'ère tertiaire, les modifications du Massif central, qui est très proche, ont provoqué une série de failles. L'une d'elles a permis à l'eau de s'infiltrer et, par dissolution chimique et mécanique, de former cette grotte qui héberge toujours un ruisseau souterrain actif. Le ruisseau souterrain ressort au niveau de la fontaine de la Clautre.

#### Du Moustérien au Néolithique
Des fouilles dirigées par Henri Laville ont été menées dans les années 1970 par l'Institut du Quaternaire à Bordeaux. Ces fouilles ont révélé des gisements très importants de l'ère moustérienne. Le gisement des Ourteix comportait, en outre, des objets d'industries préhistoriques datés de −45 000 (Moustérien), de −25 000 (Solutréen) et de −5 000 (Néolithique). Ainsi il semblerait que Tourtoirac ait été un important atelier régional de taille du silex et de fabrication d'armes et outils : bifaces, pointes de flèches, racloirs, haches, etc. Une salle d'exposition dans la commune expose les fossiles et silex découverts dans le gisement des Ourteix.

## Politique et administration

### Rattachements administratifs et électoraux
La commune de Tourtoirac a, dès 1790, été rattachée au canton de Hautefort qui dépendait du district d'Excideuil jusqu'en 1795, date de suppression des districts. En 1801, le canton est rattaché à l'arrondissement de Périgueux.
Dans le cadre de la réforme de 2014 définie par le décret du 21 février 2014, ce canton disparaît aux élections départementales de mars 2015. La commune est alors rattachée électoralement au canton du Haut-Périgord Noir.
En 2017, Tourtoirac est rattachée à l'arrondissement de Sarlat-la-Canéda,.

### Intercommunalité
Au 1er janvier 1995, Tourtoirac intègre dès sa création la communauté de communes du Pays de Hautefort. Celle-ci disparaît le 31 décembre 2013, remplacée au 1er janvier 2014 par une nouvelle intercommunalité élargie, la communauté de communes du Terrassonnais en Périgord noir Thenon Hautefort, renommée communauté de communes Terrassonnais Haut Périgord Noir en octobre 2021.

### Administration municipale
La population de la commune étant comprise entre 500 et 1 499 habitants au recensement de 2017, quinze conseillers municipaux ont été élus en 2020,.

### Liste des maires
| Période                                  | Période  | Identité         | Étiquette    | Qualité     |
| ---------------------------------------- | -------- | ---------------- | ------------ | ----------- |
| Les données manquantes sont à compléter. |          |                  |              |             |
|                                          |          |                  |              |             |
| juin 1995 (réélu en mai 2020)            | En cours | Dominique Durand | UMP puis DVD | Agriculteur |

### Jumelages

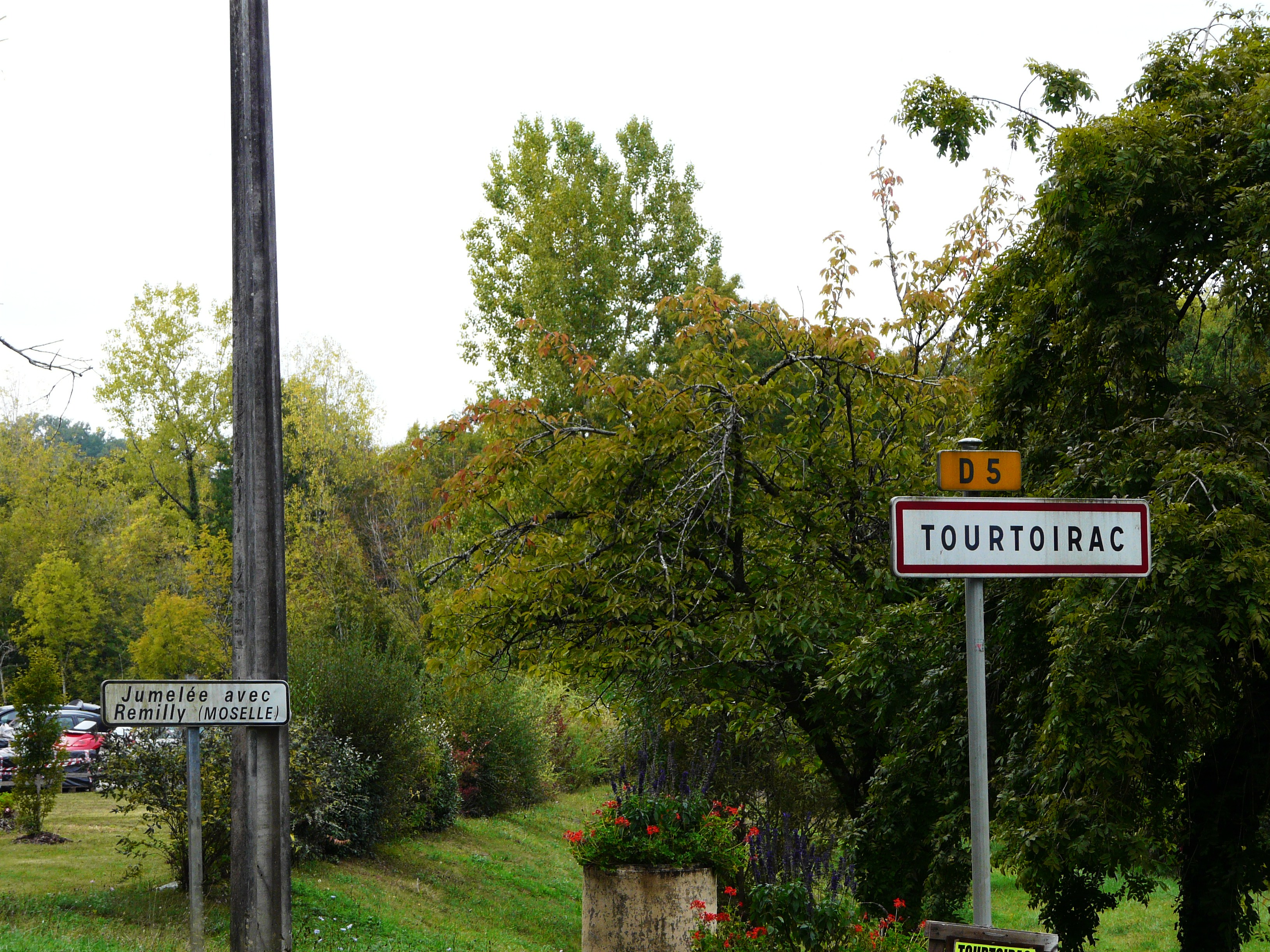
Panneau de jumelage de Tourtoirac.

La commune est jumelée avec Rémilly (département de la Moselle, région Lorraine).

## Équipements et services publics

### Enseignement
Début 2015, Chourgnac, Sainte-Eulalie-d'Ans, Saint-Pantaly-d'Ans et Tourtoirac sont organisées en regroupement pédagogique intercommunal (RPI) au niveau des classes de primaire. Chourgnac et Saint-Pantaly-d'Ans n'ayant plus d'école, Tourtoirac accueille les enfants en maternelle, en cours préparatoire et en cours élémentaire 1re année ; Sainte-Eulalie-d'Ans s'occupe du cours élémentaire 2e année et du cours moyen (CM1 et CM2).

### Justice
En 2023, dans le domaine judiciaire, Tourtoirac relève : 
- du tribunal judiciaire, du tribunal pour enfants, du conseil de prud'hommes et du tribunal de commerce de Périgueux ;
- du pôle Nationalité du tribunal judiciaire de Périgueux (compétent uniquement dans le domaine de la nationalité) ;
- de la cour d'appel, du tribunal administratif et de la  cour administrative d'appel de Bordeaux.

## Population et société

### Démographie
L'évolution du nombre d'habitants est connue à travers les recensements de la population effectués dans la commune depuis 1793. Pour les communes de moins de 10 000 habitants, une enquête de recensement portant sur toute la population est réalisée tous les cinq ans, les populations de référence des années intermédiaires étant quant à elles estimées par interpolation ou extrapolation. Pour la commune, le premier recensement exhaustif entrant dans le cadre du nouveau dispositif a été réalisé en 2005.

En 2022, la commune comptait 638 habitants, en évolution de −0,62 % par rapport à 2016 (Dordogne : +0,37 %, France hors Mayotte : +2,11 %).
| 1793  | 1800  | 1806  | 1821  | 1831  | 1836  | 1841  | 1846  | 1851  |
| ----- | ----- | ----- | ----- | ----- | ----- | ----- | ----- | ----- |
| 1 267 | 1 206 | 1 232 | 1 281 | 1 406 | 1 357 | 1 289 | 1 378 | 1 468 |

| 1856  | 1861  | 1866  | 1872  | 1876  | 1881  | 1886  | 1891  | 1896  |
| ----- | ----- | ----- | ----- | ----- | ----- | ----- | ----- | ----- |
| 1 410 | 1 364 | 1 351 | 1 288 | 1 310 | 1 337 | 1 322 | 1 282 | 1 227 |

| 1901  | 1906  | 1911  | 1921  | 1926  | 1931  | 1936 | 1946 | 1954 |
| ----- | ----- | ----- | ----- | ----- | ----- | ---- | ---- | ---- |
| 1 166 | 1 143 | 1 097 | 1 081 | 1 064 | 1 043 | 964  | 872  | 860  |

| 1962 | 1968 | 1975 | 1982 | 1990 | 1999 | 2005 | 2006 | 2010 |
| ---- | ---- | ---- | ---- | ---- | ---- | ---- | ---- | ---- |
| 798  | 849  | 754  | 756  | 654  | 612  | 623  | 624  | 651  |

| 2015 | 2020 | 2022 | - | - | - | - | - | - |
| ---- | ---- | ---- | - | - | - | - | - | - |
| 649  | 639  | 638  | - | - | - | - | - | - |

### Manifestations culturelles et festivités
- Fin août, concours de peinture et de photographies (respectivement les 36e et 16e éditions en 2024)[63].

## Économie

### Emploi
En 2015, parmi la population communale comprise entre 15 et 64 ans, les actifs représentent 237 personnes, soit 36,5 % de la population municipale. Le nombre de chômeurs (vingt-sept) a augmenté par rapport à 2010 (vingt-trois) et le taux de chômage de cette population active s'établit à 11,4 %.

### Établissements
Au 31 décembre 2015, la commune compte soixante-huit établissements, dont quarante au niveau des commerces, transports ou services, dix dans l'agriculture, la sylviculture ou la pêche, neuf relatifs au secteur administratif, à l'enseignement, à la santé ou à l'action sociale, six dans la construction, et trois dans l'industrie.

## Culture locale et patrimoine

### Lieux et monuments
- L'ensemble formé par l'église abbatiale Saint-Pierre-ès-Liens, romane des XIIe et XIIIe siècles, et l'ancienne abbaye bénédictine. Elles font partie des monuments historiques. L'église est en partie inscrite depuis 1939 et partiellement classée depuis 1960. Depuis cette même année, la chapelle romane et la salle capitulaire de l'abbaye sont également classées alors que les façades, les toitures et les murs d'enceinte sont inscrits[67].

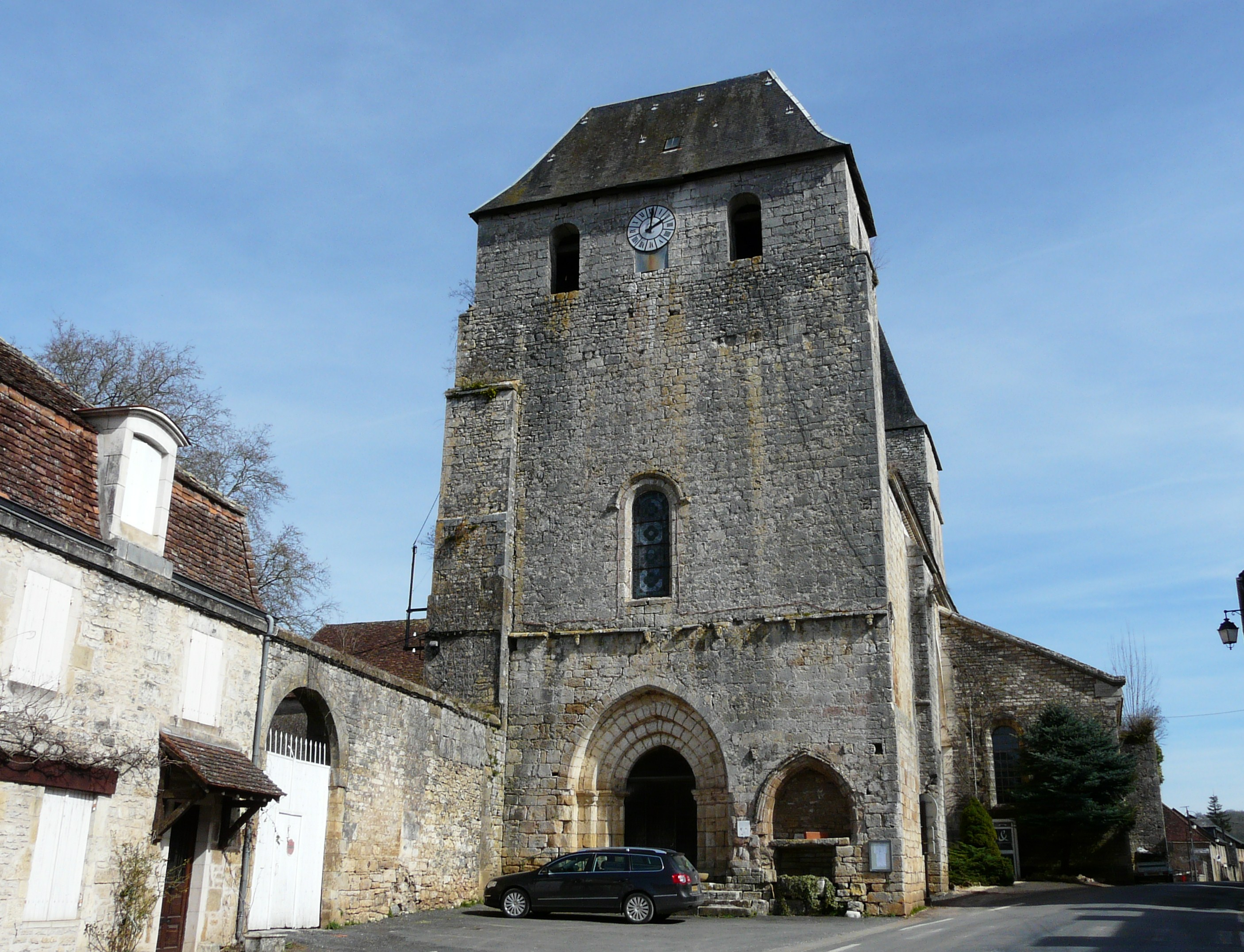
Le clocher et la façade ouest de l'abbaye bénédictine.
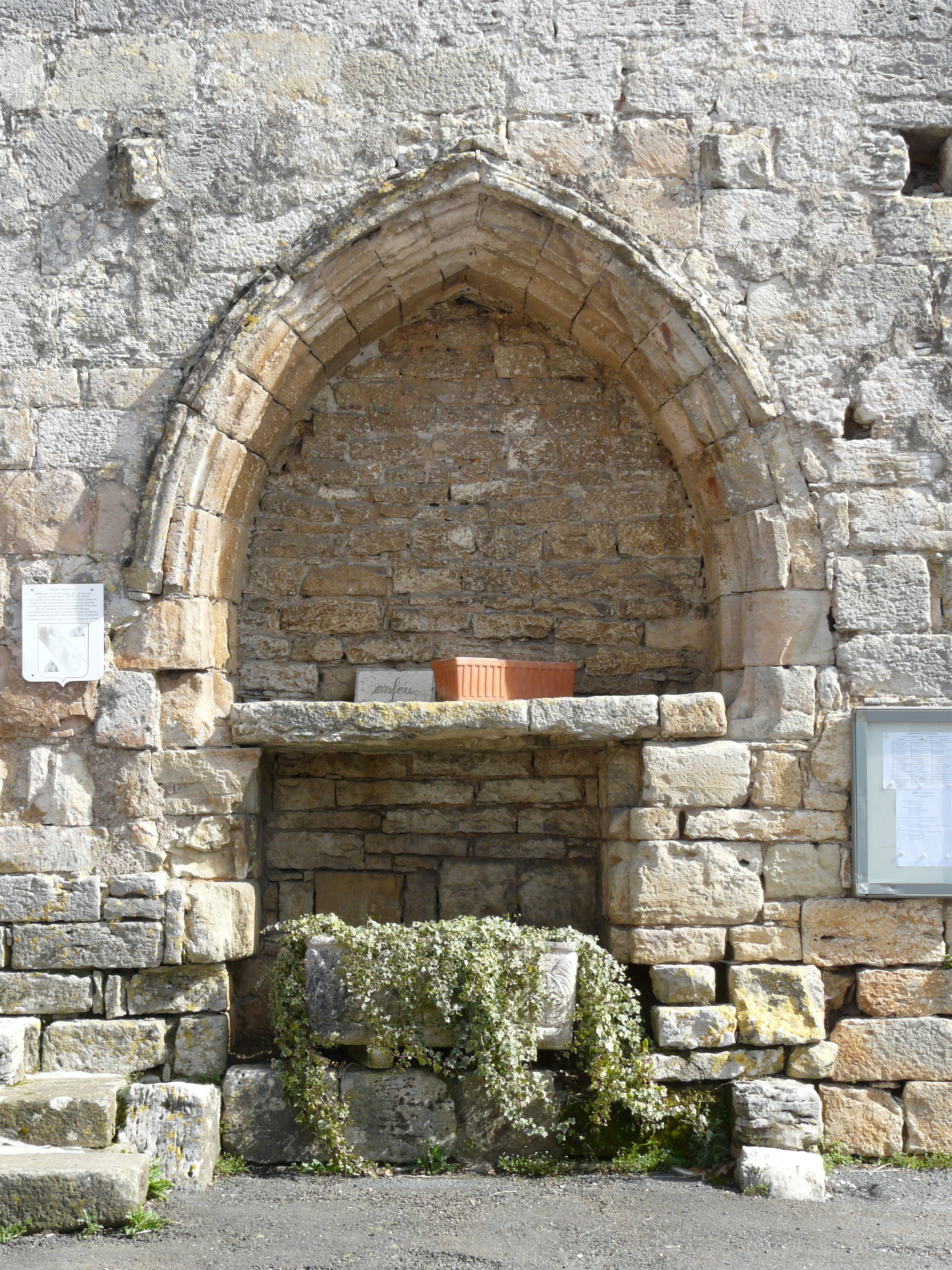
L'enfeu de la façade ouest.
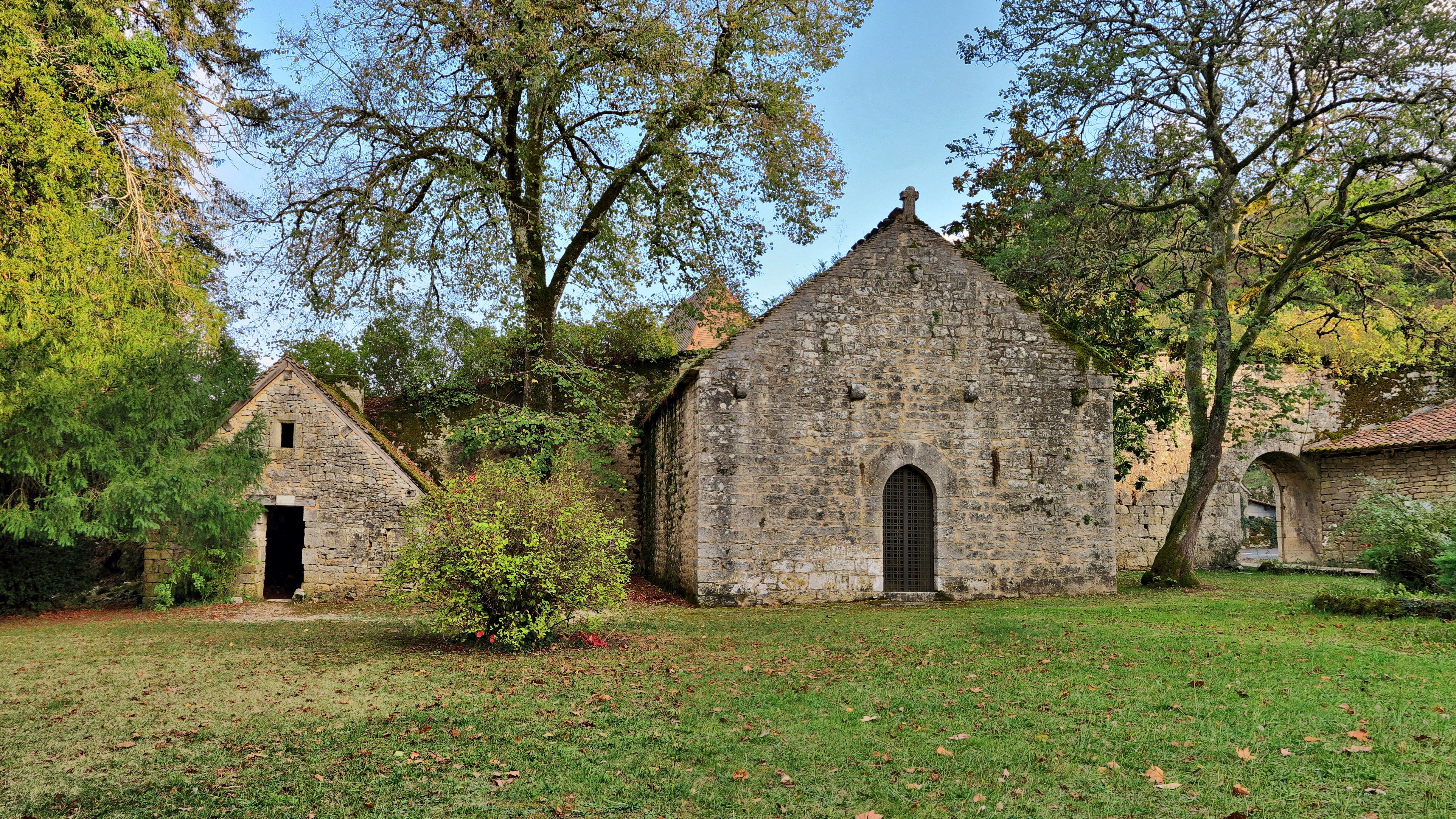
Le four et la chapelle de l'abbaye.

- Le manoir de la Farge des XVIIIe et XIXe siècles.
- La Tannerie.
- La grotte à concrétions de la Clautre, aménagée sur environ 300 mètres, est ouverte au public depuis 2010 sous le nom de « grotte de Tourtoirac »[68]. Découverte en 1995, elle fait partie d'un réseau souterrain creusé dans les calcaires du Bajocien, exploré sur trois kilomètres, et dont une partie est alimentée par les pertes des Charreaux et des Pouzateaux[69]. Son exsurgence se trouve dans le bourg de Tourtoirac, à la « fontaine de la Clautre ».

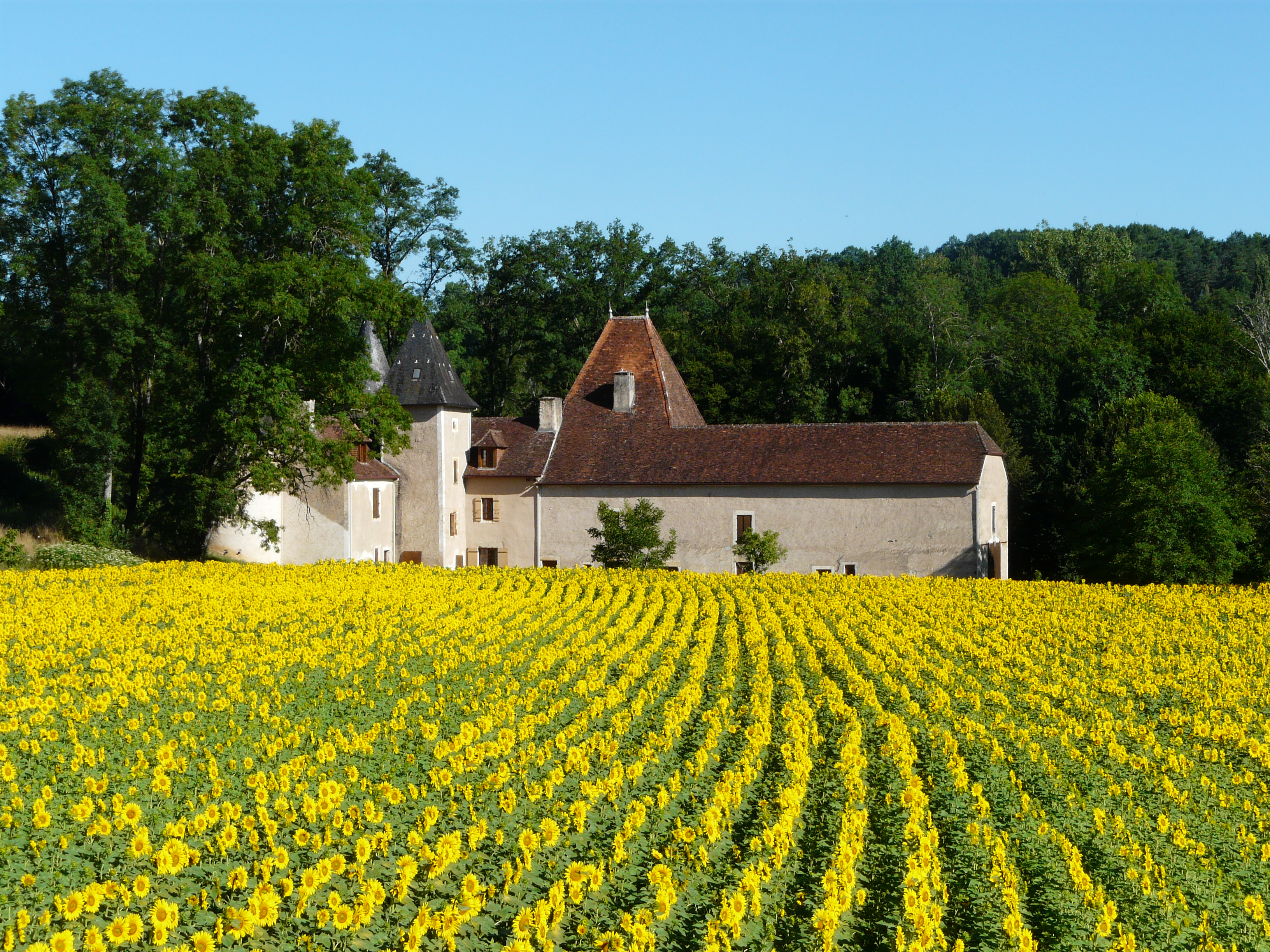
Le manoir de la Farge.
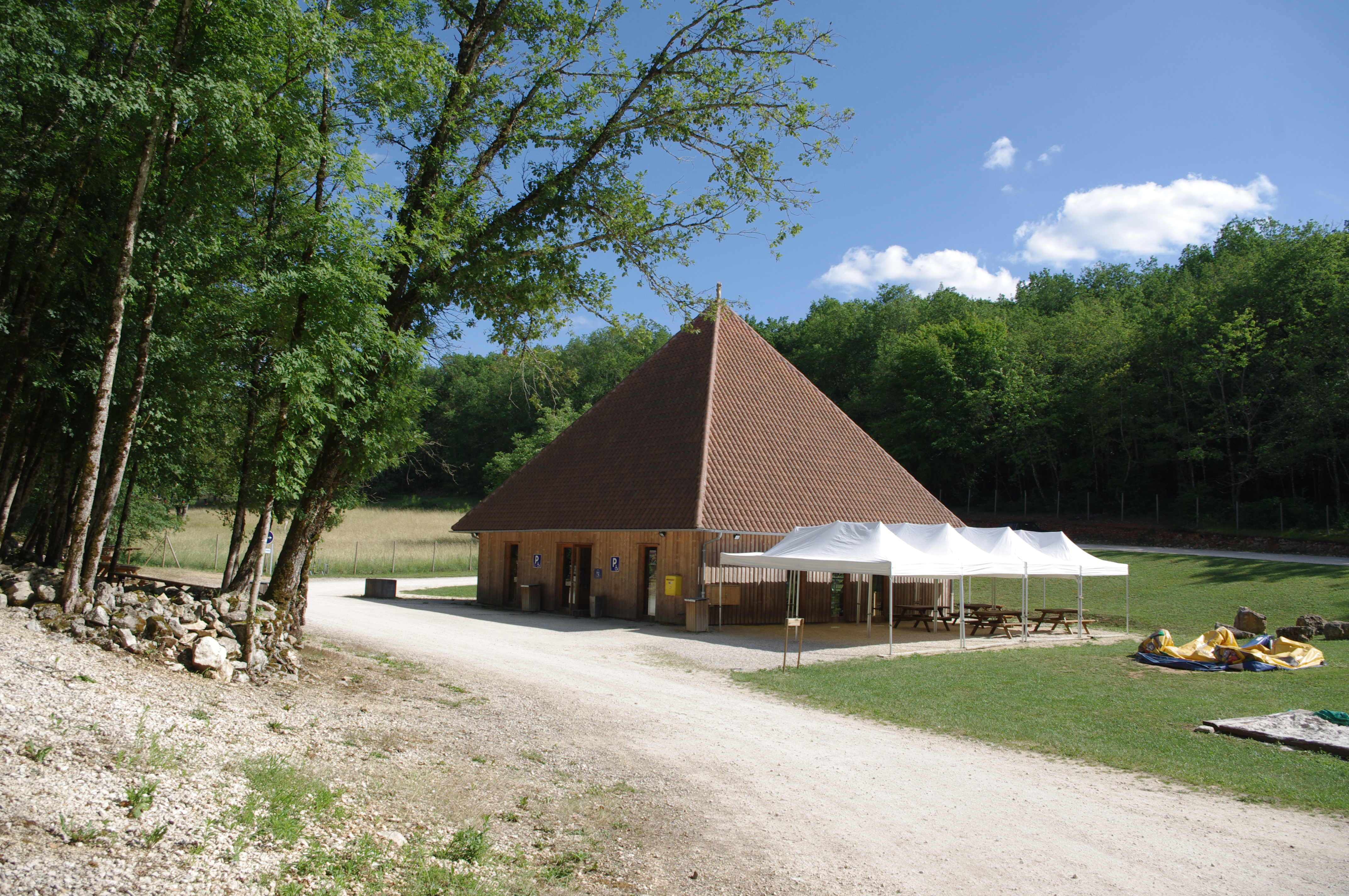
Le bâtiment d'accès à la grotte de Tourtoirac
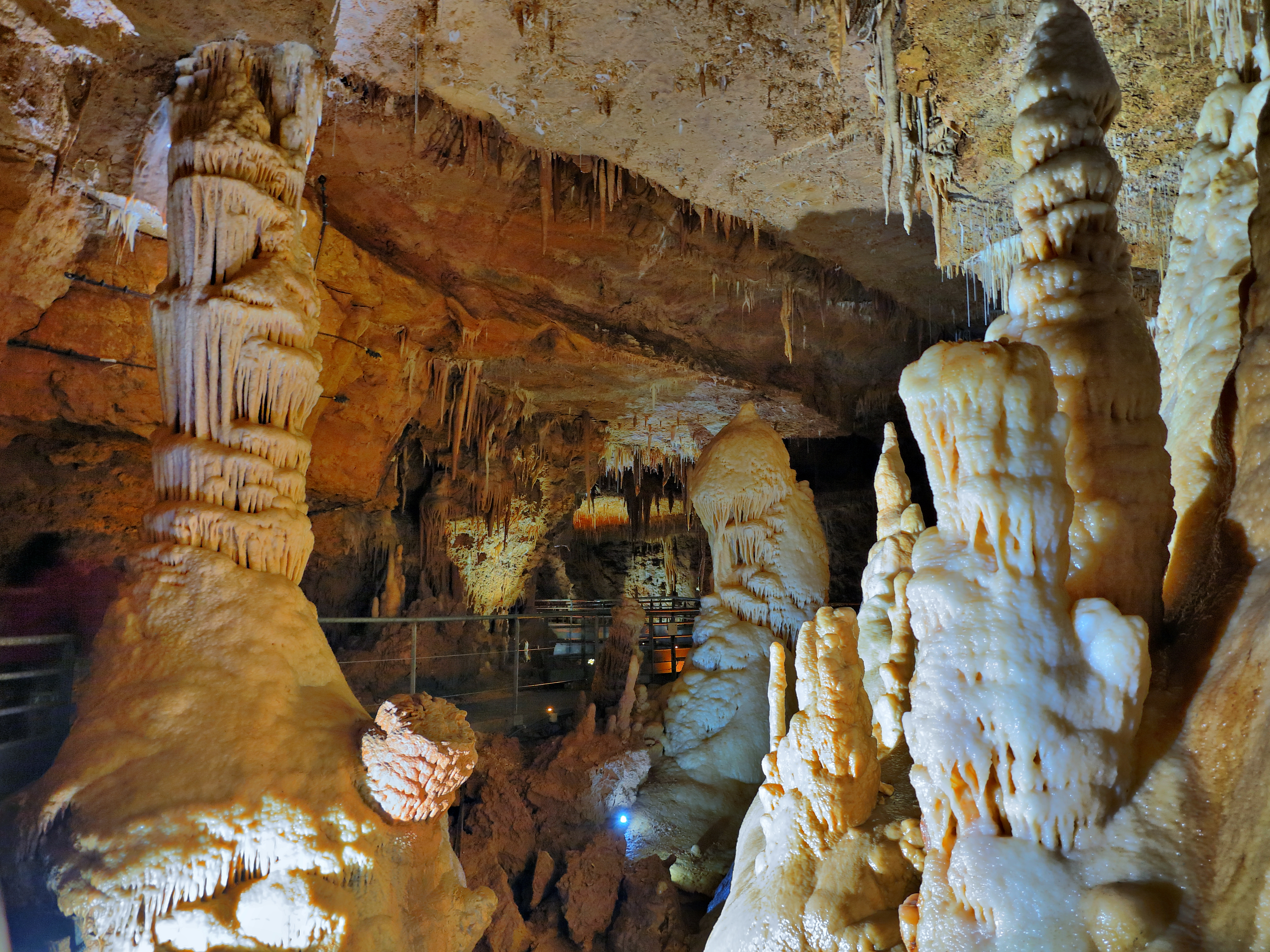
Les stalagmites géantes de la grotte de Tourtoirac.
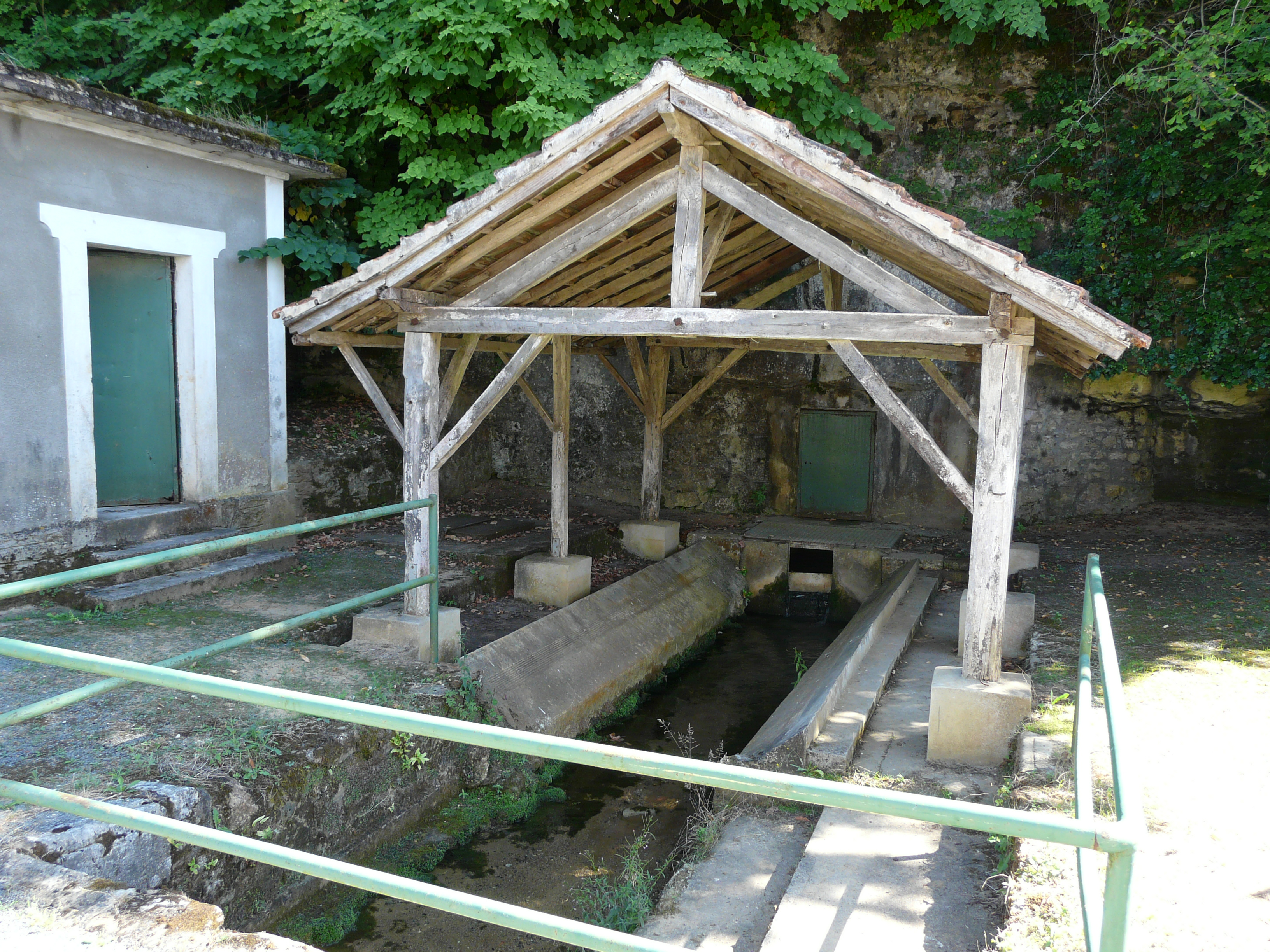
La fontaine de la Clautre.

### Antoine de Tounens et le «Royaume d'Araucanie et de Patagonie»

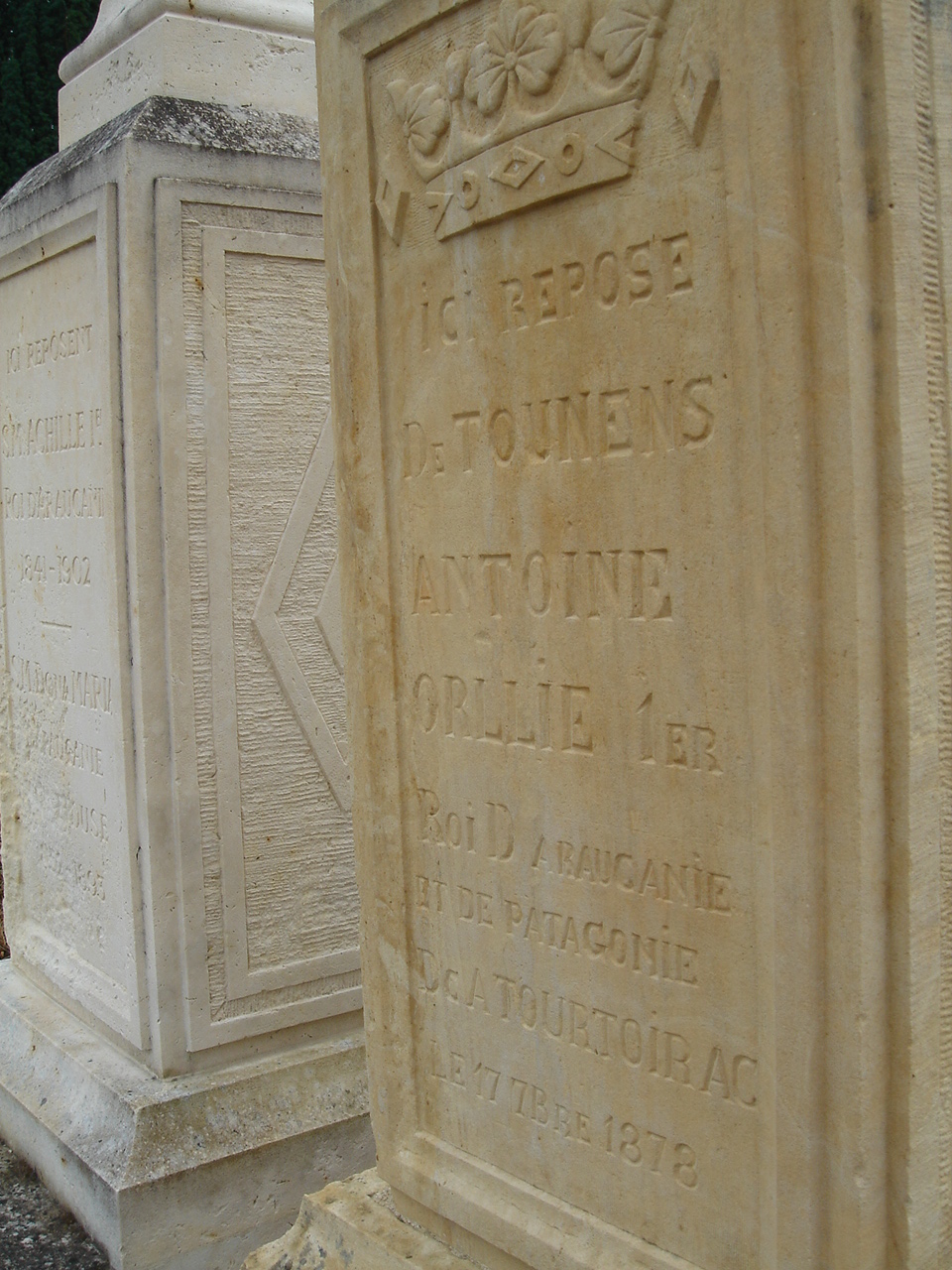
Le tombeau d'Orélie-Antoine Ier et à gauche, celui d'Archille Laviarde (Achille Ier) et de son épouse

À Tourtoirac est mort en 1878 Antoine de Tounens. Avoué à Périgueux, il s'embarqua en 1858 pour le Chili où, accueilli par certains chef de tribus Mapuches comme un allié possible face aux troupes chiliennes (il leur avait promis des armes), il déclara par un décret du 17 novembre 1860 la fondation du royaume d'Araucanie avec lui-même comme roi sous le nom d'Orllie-Antoine Ier. Le 20 novembre 1860 par une ordonnance il déclara la réunion de la Patagonie au royaume d'Araucanie. Arrêté par les autorités chiliennes en janvier 1862, il fut jugé fou par la cour suprême de Santiago et expulsé vers la France le 28 octobre 1862.Il retentera sans succès, plusieurs expéditions en Araucanie pour reconquérir son « royaume », avant de mourir dans la misère, hébergé par son neveu, boucher à Tourtoirac.
En 2016, la commune érige en face de la dernière demeure d'Antoine de Tounens un monument inauguré par le maire Dominique Durand et Jean-Michel Parasiliti dit Para, prétendant au trône d'Araucanie sous le nom d' Antoine IV, prince d'Araucanie.
Le village abrite le Musée des Rois d’Araucanie et de Patagonie et chaque année, durant l'octave de sainte Rose de Lima, les fidèles du royaume d’Araucanie se retrouvent à Tourtoirac, pour leur fête nationale.

### Personnalités liées à la commune
- Antoine de Tounens, 1825-1878) roi d'Araucanie et de Patagonie, sous le nom d'Orllie-Antoine Ier (ou Orélie-Antoine Ier), décédé et inhumé à Tourtoirac[74].
- Achille Laviarde, 1841-1902), successeur d'Antoine de Tounens et prétendant au trône du Royaume d'Araucanie et de Patagonie de 1882 à 1902. Inhumé à Reims, il fut exhumé le 15 septembre 1976 pour être réinhumé à Tourtoirac ainsi que son épouse Marie Élisa Octavie Guéry (1852-1893).
- Roger Dantou (1880-1939), membre fondateur de la Fédération française de rugby à XV, né à Tourtoirac.

## Pour approfondir